# Hans Rosbaud
Hans Rosbaud (Graz, 22 luglio 1895 – Lugano, 29 dicembre 1962) è stato un direttore d'orchestra austriaco.

## Biografia
Dal 1920 direttore del conservatorio Peter-Cornelius di Magonza.
Dopo gli studi al Conservatorio di Francoforte sul Meno dal 1929 al 1937 diventa il conduttore principale dell'Orchestra della radio Hessischer Rundfunk di Francoforte.
Qui diresse nel 1933 la prima assoluta del Concerto per pianoforte e orchestra n. 2 (Bartók) con il compositore al pianoforte.
Nel 1934 dirige Guntram di Richard Strauss per la radio Reichs-Rundfunk-Gesellschaft di Berlino ed a Weimar.
Nel 1937 diventa direttore musicale a Münster, dal 1941 a Strasburgo e dal 1945 al 1948 dei Münchner Philharmoniker.
Nel 1948 dirige la prima assoluta della Sinfonia n. 4 Symphonisches Konzert di Karl Amadeus Hartmann a Monaco di Baviera.
Dal 1948 al 1962 è il direttore musicale della Sinfonieorchester des Südwestrundfunks della radio a Baden-Baden.
A Baden-Baden nel 1949 dirige la prima assoluta di Orchestersuite di Gottfried von Einem e nel 1950 della Symphonie de Numance di Henry Barraud.
Sempre nel 1950 a Donaueschingen dirige le prime assolute di Die Zwitschermaschine di Giselher Klebe e della Sinfonia n. 2 Adagio di Hartmann.
Dal 1957 è stato il direttore musicale dell'Orchestra della Tonhalle di Zurigo.

## Discografia parziale
- Beethoven: Violin Concerto, Op. 61 - Symphony No. 8 - Ginette Neveu/Hans Rosbaud/South West German Radio Symphony Orchestra, Baden-Baden, SWR
- Mahler: Symphony No. 5 -  Cologne Radio Symphony Orchestra/Hans Rosbaud, ICA
- Mozart: Violin Concerto No. 4; Haydn: Symphonies Nos. 92 "Oxford" & 104 "London" - Berliner Philharmoniker/Hans Rosbaud/Wolfgang Schneiderhan, Deutsche Grammophon
- Sibelius, Finlandia/Karelia/Tapiola - Rosbaud/BP, Deutsche Grammophon
- Szeryng plays Nardini, Vieuxtemps, Ravel & Schumann - Henryk Szeryng/SWR Sinfonieorchester des Südwestrundfunks/Hans Rosbaud, SWR
- Rosbaud - the Complete Recordings On DGG - Berliner Philharmoniker/Hans Rosbaud/Munich Philharmonic, Deutsche Grammophon